# Flughafen Caransebeș

i8
i11
i13
Der Flughafen Caransebeș (rumänisch: Aeroportul Caransebeș sau Banat Airport Caransebeș; IATA-Code: CSB, ICAO-Code: LRCS) ist ein Flughafen 2 km nordöstlich von Caransebeș im rumänischen Kreis Caraș-Severin.

## Flughafendaten
Der Flughafen hat eine Betonpiste mit 2000 m Länge und 45 m Breite. Die Seehöhe beträgt 263 m. Er hat eine Gesamtfläche von 193 ha, die Fläche des Passagierterminals beträgt 10.050 m².

## Geschichte
Der Flughafen wurde 1969 als Notflughafen eröffnet, seine Funktion als Zivilflughafen erhielt er jedoch erst 1975. Im Jahr 1994 stellte die Fluggesellschaft Tarom den regulären Flugverkehr nach Caransebeș ein.
Im Oktober 2022 wurde ein Renovierungsplan beschlossen: Modernisierung der Startbahn auf eine Länge von 2500 Metern mit einer Neupositionierung, so dass der Start in beide Richtungen erfolgt, wobei das Berechnungsflugzeug für die Bewegungsinfrastruktur des Flughafens die Boeing 767-200/200ER mit einer Referenzmasse von 179,2 Tonnen ist; Neukonfiguration der Landebahnstraßen, die auf demselben Flugzeug dimensioniert sind; Anordnung einer Zugangsplattform zu vorhandenen Hangars und zu Hangarsneubauten; Schaffung eines modernen Leuchtfeuersystems, Instrumentenlandesystem, Wetterstation und Verkehrskoordinierungssystem.
Im Frühjahr 2024 diente er im Rahmen des NATO-Manövers Swift Response, Teil der Manöverserie Steadfast Defender 2024, als vorgeschobene Operationsbasis eines multinationalen Helikopterverbands unter Führung des deutschen Transporthubschrauberregiments 30.